# Die Geschichte der Drei Reiche

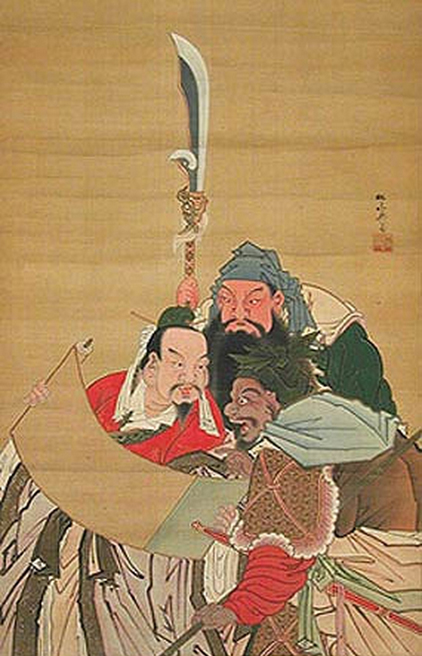
Liu Bei, Guan Yu und Zhang Fei

Die Geschichte der Drei Reiche (chinesisch 三國演義 / 三国演义, Pinyin Sānguó Yǎnyì, eigentlich 三國志通俗演義 / 三国志通俗演义,  Sānguó Zhì Tōngsú Yǎnyì) ist ein zu den populärsten chinesischen Romanen gehörendes Werk des chinesischen Autors Luo Guanzhong (ca. 1330–1400) über die turbulente Zeit der Drei Reiche (ca. 208–280). Es zählt zu den vier klassischen Romanen der chinesischen Literatur. Die heutzutage vorherrschende Fassung wurde 1679 veröffentlicht. Sie umfasst 120 Kapitel. Es gibt auch eine Fassung aus dem Jahr 1522 mit 240 Kapiteln. In den deutschsprachigen Übersetzungen lautet der Titel des Romans verkürzt Die drei Reiche.

## Handlung
Eine zentrale Handlung ist nicht vorhanden, jedoch bildet der Roman ein großes historisches Gemälde aus einzelnen Episoden, die in sich abgeschlossen eine immense Vielzahl von Figuren enthalten. Es geht um politische und militärische Auseinandersetzungen, die zu Staatsaffären, Intrigen, Schlachten und Scharmützeln führen. Ebenso spielen Strategie und Kriegslist eine Rolle.
Erzählt wird vom Untergang der östlichen Han-Dynastie bis zur Entstehung der Drei Reiche. Das Buch beginnt im Jahr 168 mit dem Aufstand der Gelben Turbane, der die östliche Han-Dynastie im Jahr 184 erschütterte. Chronologisch geschildert wird dann ein Zeitraum von 100 Jahren. Zuerst beginnen am Hofe der Han Militärs damit, die Macht an sich zu ziehen, insbesondere Dong Zhuo und Cao Cao. Liu Bei gehört entfernt der Herrscherfamilie an. Er schließt in der bekannten Szene des Schwurs im Pfirsichgarten einen Bruderschwur mit Zhang Fei und Guan Yu, da er den Aufstand bekämpfen und die Macht der Dynastie wiederherstellen will. Liu Beis und Sun Quans Armee besiegen den Usurpator Cao Cao im Jahre 208 in der Schlacht an der Roten Wand, woraufhin die Drei Reiche entstehen.

## Hintergrund
Der Roman stellt die erste Erscheinung von Yanyi dar, der Tradition, Romane als Auslegung historischer Quellen, insbesondere von Dynastiegeschichten, anzulegen. Historische Quellen des Romans, der zu großen Teilen auf Tatsachen beruhen soll, sind das Sanguo Zhi, die Chronik der Drei Reiche und andere Schriften der offiziellen Geschichtsschreibung. Das Sanguo Zhi verzeichnet jedoch nicht nur historisch nachweisbare Geschehnisse, sondern es liegen in diesem Werk bereits Legenden und Anekdoten vor.
Spätestens seit der Tang-Zeit ist die Stoffsammlung der Geschichte der Drei Reiche als Vorform Thema von Geschichtenerzählern gewesen. In Bezug auf die Song-Zeit liegen Quellen vor, dass es eine Schule beruflicher Geschichtenerzähler gegeben haben könnte, die auf diesen Stoff spezialisiert war. Auch im chinesischen Drama, dem südlichen der Song-Zeit und den Zaju der Yuan-Zeit wurden Geschichten über die Drei Reiche verarbeitet. Als weitere Quelle der chinesischen Dramen liegt eine grobe historische Erzählung vor, die zwischen 1321 und 1323 gedruckt wurde, das Sanguo zhi pinghua (Volkstümliche Erzählung der Geschichte der Drei Reiche).
Im Roman wurde die Stofffülle dieser Erzähltraditionen zu einem vielschichtigen Epos verarbeitet.
Dem Roman liegt das konfuzianische Prinzip der legitimen Thronfolge zugrunde. Ebenso wird das Prinzip der Gerechtigkeit und der Freundestreue (Yi) zum Kriterium der Bewertung von Geschehnissen und Personen. In Bezug auf das Personal des Romanes wich Luo Guanzhong teilweise von historischen Aussagen ab und schuf markante und lebendige Charaktere, die bis heute eine Nachwirkung im Volk haben. Liu Bei erscheint beispielsweise als vorbildlicher, gerechter und legitimer Fürst, Zhuge Liang verkörpert Weisheit und tritt mit übernatürlichen Kräften hervor, Zhou Yu plant glücklose Strategien, und Cao Cao verkörpert einen Bösewicht, der in China sprichwörtlich geworden ist.
Der Roman ist in einem leichtverständlichen literarischen Chinesisch verfasst, und Aufbau und Struktur sind den mündlichen Erzähltraditionen verwandt. Die Darstellung der Charaktere ist geprägt durch Spannung und Dramatik der Handlungen und Dialoge, jedoch fehlen Schilderungen seelischer Vorgänge.

## Wirkung
Einen bedeutenden Einfluss hatte die Geschichte der Drei Reiche auf die mündliche Literaturtradition Chinas sowie auf die moralischen Wertvorstellungen. Strategeme, die im Roman entwickelt werden, werden bis heute in Lehrbüchern der Militärtheorie verwandt.
Im Jahr 2008 wurde der Roman in einer südkoreanisch-chinesischen Koproduktion unter dem Titel Three Kingdoms – Der Krieg der drei Königreiche (Originaltitel: 三国之见龙卸甲 Sanguo zhi jian long xie jia) verfilmt.

## Deutsche Übersetzungen
- Die drei Reiche (San Kwo Tschi), übersetzt von Franz Kuhn. Kiepenheuer, Berlin 1940 (Digitalisat der Deutschen Nationalbibliothek); weitere Ausgaben bei Kiepenheuer, Kiepenheuer & Witsch sowie im Insel-Verlag (im Insel-Verlag mit dem Untertitel Roman aus dem alten China).
- Luo Guanzhong: Die Geschichte der drei Reiche. Übersetzt von Shi Xinyue, 2 Bände mit Anmerkungen. Kindle Direct Publishing, 2016, ISBN 978-1-70475-114-6 (1. Band), ISBN 978-1-70475-115-3 (2. Band).
- Die drei Reiche, übersetzt und herausgegeben von Eva Schestag. Zwei Bände. S. Fischer, Frankfurt am Main 2017, ISBN 978-3-10-027041-2.